# Pauesia hazratbalensis
Pauesia hazratbalensis är en stekelart som beskrevs av Bhagat 1981. Pauesia hazratbalensis ingår i släktet Pauesia och familjen bracksteklar. Inga underarter finns listade i Catalogue of Life.